# Ochsenbach (Leimen)
Ochsenbach ist ein Ortsteil von Leimen im Rhein-Neckar-Kreis südlich von Heidelberg.

## Nachbarorte
Folgende Orte grenzen im Uhrzeigersinn beginnend im Norden an Ochsenbach: Lingental, Gauangelloch, Schatthausen und Maisbach.

## Geschichte
Ochsenbach wird erstmals im Verzeichnis der speyerischen Leibeigenen um 1300 erwähnt. Die eigentliche Besiedelung der Ortslage im engen Tal des Ochsenbaches beginnt 1389 von Gauangelloch aus ("Ausbauweiler von Gauangelloch"). Wie Maisbach, zählt das Dorf über lange Zeit zum Meckesheimer Zent. Der Zehntablösungsvertrag für die Ochsenbacher Bauern erfolgt erst 1836.

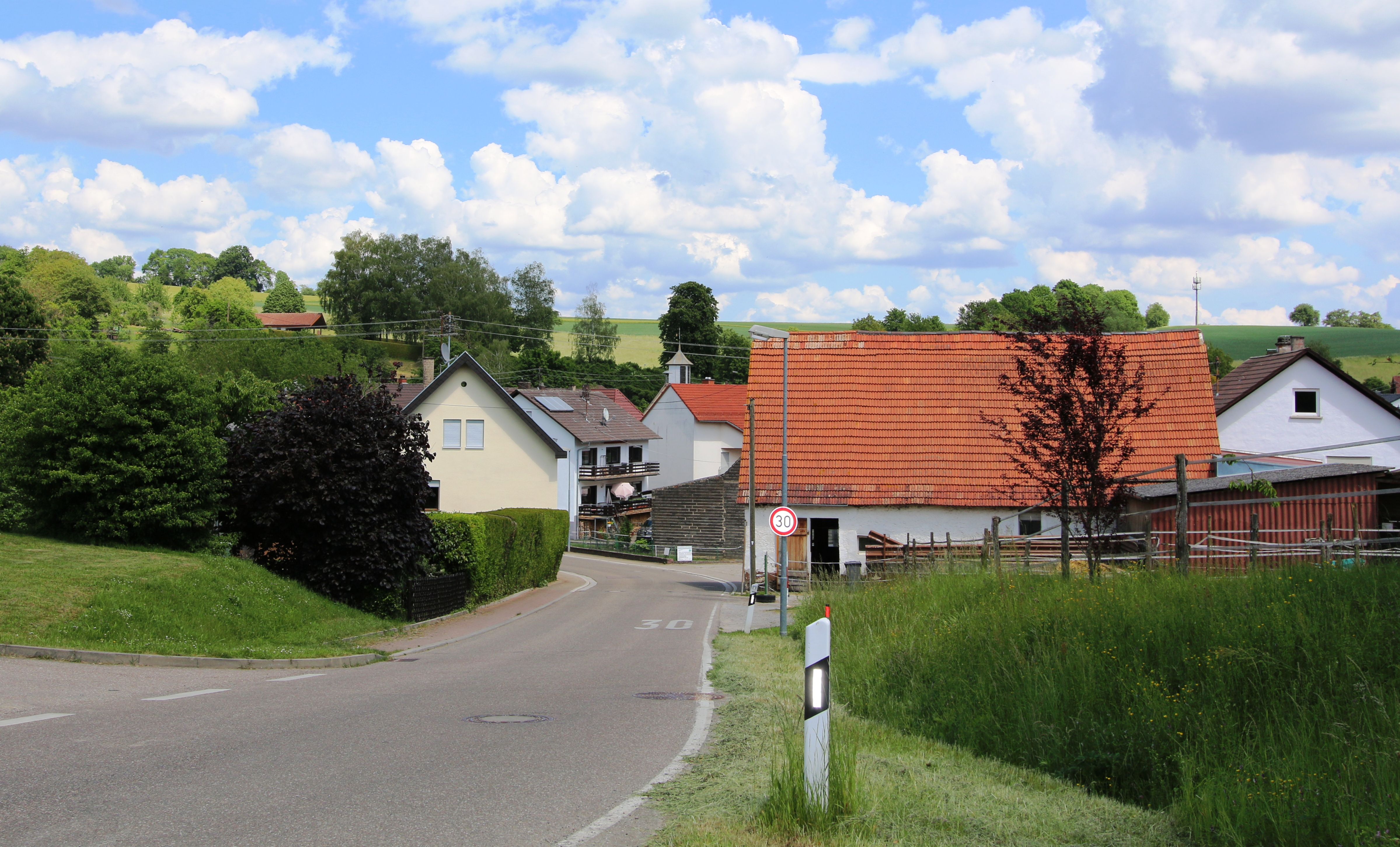
Ochsenbach, westlicher Ortseingang an der K 4157

Im Jahr 1522 erreicht Ochsenbach die Reformation, indem die regional herrschende Adelsfamilie von Bettendorff die Lutherische Lehre annimmt, und mit ihr der überwiegende Teil der Bevölkerung. Als Folge der religiösen Erneuerung wird die Gemeinde kirchlich fortan aus Schatthausen versorgt. 1771 wird Ochsenbach mit dem angrenzenden Hof Maisbach unter einem eigenen Stabhalter vereinigt. Diesem Gemeindeverbund folgt 1797 noch der Weiler Lingental.  Der Verbund  besteht bis 1935. Nachdem sie von 1935 bis 1937 zwangsweise eine eigenständige Verbandsgemeinde gebildet hatten, wurde per Verordnung am 1. April 1937 Lingental an Leimen,  Maisbach an Nußloch und Ochsenbach an Gauangelloch verwaltungsgemäß angeschlossen.
Mit der am 1. Oktober 1973 erfolgten Verwaltungsreform Baden-Württemberg werden sowohl Gauangelloch als auch Ochsenbach der Stadt Leimen angegliedert.

## Bauwerke

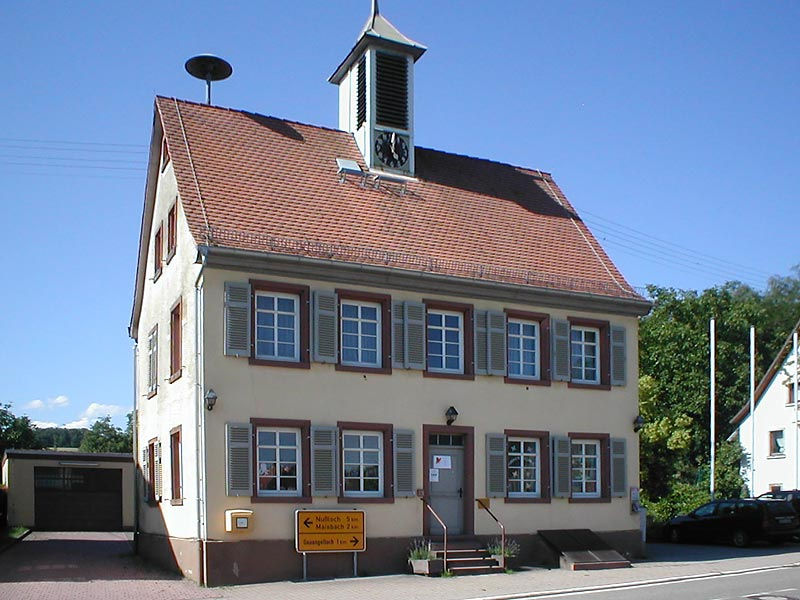
Ehemaliges Schul- und Rathaus von 1837 mit Glockenstuhl

Im Zentrum von Ochsenbach fußt das historische Schulhaus von 1837, das 1877 als Rathaus erweitert wurde. Seit 1993 befindet sich das Gebäude im Besitz der Bürgerschaft sowie die nachträglich erbaute Anlage des Lindenplatzes mit Lindenbrunnen.
Auf Ochsenbacher Gemarkung befindet sich bei 49°20'12,22" nördliche Breite und 8°43'58,47" östliche Länge der Sender des für den Flugverkehr wichtigen NDB-Funkfeuers "Neckar" NKR.

## Verkehr
Wichtigste Straße des Ortes ist die Kreisstraße 4157 von Nußloch über Maisbach nach Gauangelloch. In Richtung Süden zweigt die Kreisstraße nach Schatthausen ab. Die Buslinie 757 der BRN verkehrt nach Heidelberg und nach Schatthausen.